# Réserves de biosphère au Pérou

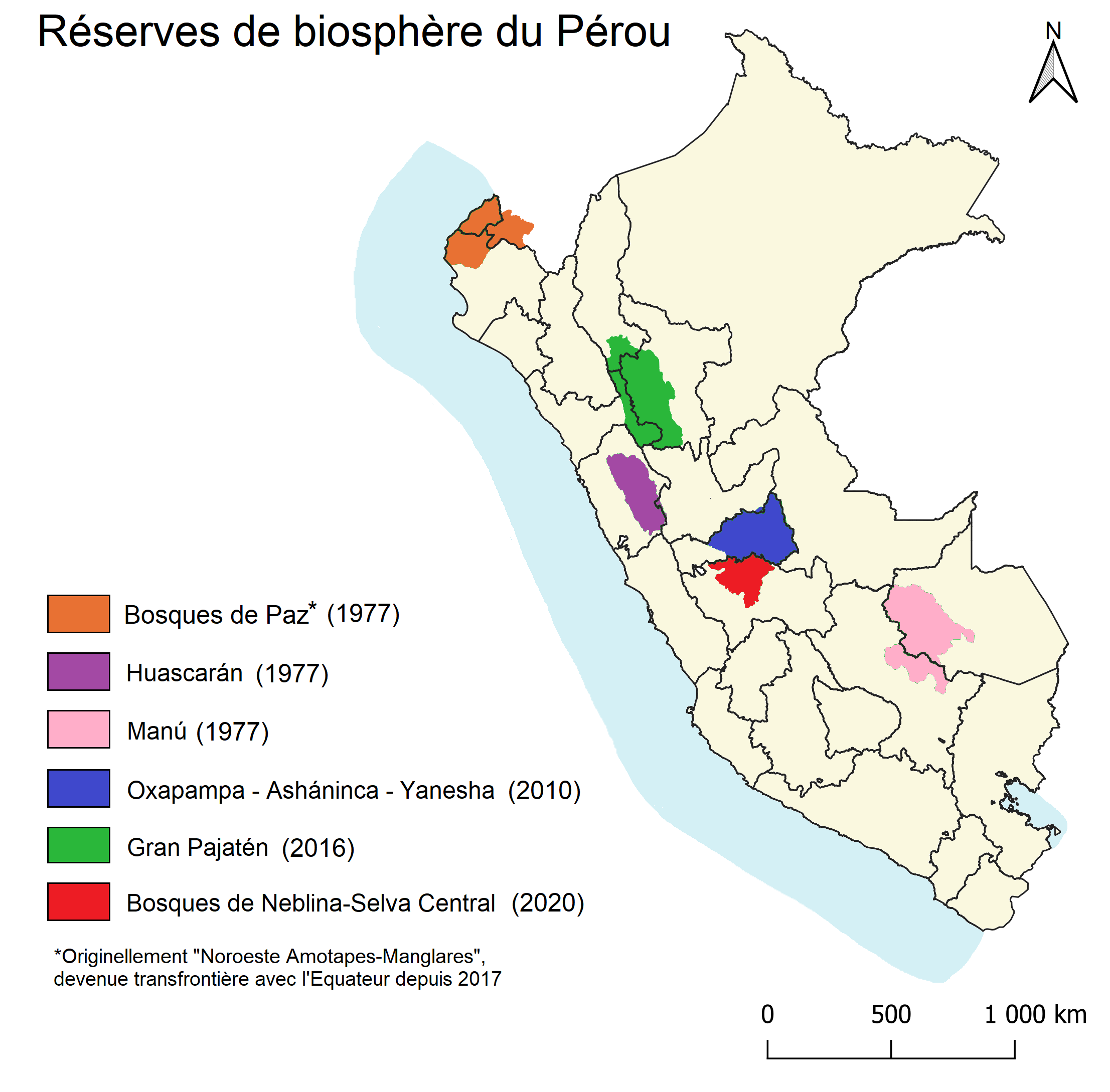
Carte des réserves de biosphère du Pérou en 2020

Le Pérou compte 8 réserves de biosphère reconnues par l'Unesco dans le cadre du programme MAB.
Elles sont gérées par le SERNANP.
La réserve de biosphère de la Forêt de Paz est transfrontière avec l'Équateur.
Les trois réserves de Huascarán, Manu et Gran Pajatén sont inscrites au Patrimoine mondial.

## Liste des réserves de biosphère
| # | Année de création | Réserve de biosphère                                      | Province / Région                             | Remarque | Superficie (ha) | Illustration |
| - | ----------------- | --------------------------------------------------------- | --------------------------------------------- | --- | --------------- | ------------ |
| 1 | 1977              | Huascarán                                                 | Ancash                                        | englobe le parc national de Huascarán | 1 169 859       |              |
| 2 | 1977              | Manu                                                      | Cusco, Madre de Dios                          | englobe le parc national de Manú (Étendue en 2017) | 2 292 806       |              |
| 3 | 2010              | Oxapampa-Ashaninka-Yanesha                                | Pasco                                         | englobe le parc national Yanachaga-Chemillén | 1 801 663,58    |              |
| 4 | 2016              | Gran Pajatén                                              | San Martín                                    | englobe le Parc national del Río Abiseo | 2 509 699       |              |
| 5 | 2017 (1977)       | Bosques de Paz (Anciennement Noroeste Amotapes-Manglares) | Tumbes, Piura (Loja, El Oro pour l' Équateur) | englobe le parc national de Cerros de Amotape et la réserve nationale de Tumbes Transfrontière avec l' Équateur                                                                                               | 1 616 998,42    |              |
| 6 | 2020              | Bosques de Neblina – Selva Central                        | Junín                                         | englobe le Sanctuaire National de Pampa Hermosa (es) et la Forêt de protection Pui Pui (es) | 812 144,93      |              |
| 7 | 2021              | Avireri Vraem                                             | Satipo, La Convención                         | Vraem est l'acronyme de "Vallée des Rivières Apurímac, Ene et Mantaro" - englobe le parc national Otishi, le sanctuaire national Megantoni, les réserves communales des communautés machiguenga et asháninka. | 4 110 762,68    |              |
| 8 | 2023              | Bicentenario-Ayacucho                                     | Ayacucho                                      | englobe le sanctuaire historique de la pampa d’Ayacucho ; la ville d'Ayacucho est située dans la zone de transition                                                                                           | 312 900,46      |              |